# Championnat de France masculin de handball 2014-2015
Navigation
Division 1 2013-2014 Division 1 2015-2016
Le Championnat de France masculin de handball 2014-2015 est la soixante-troisième édition de cette compétition et la vingt-huitième édition depuis que la dénomination de Division 1 a été posée. Le championnat de Division 1 de handball est le plus haut niveau du championnat de France de ce sport.
Quatorze clubs participent à cette édition de la compétition, les douze premiers du précédent championnat ainsi que le champion de France de ProD2 2013-2014 (US Créteil) et le vainqueur des playoffs d'accès à la D1 (Istres OPHB).
Lors de cette saison, cinq clubs ont représenté la France dans les deux principales coupes européennes. Dunkerque, Paris et Montpellier, respectivement champion, vice-champion en titre et troisième, ont été qualifiés en Ligue des champions. Nantes et Toulouse, quatrième et cinquième de la saison précédente, sont entrés au deuxième tour de la Coupe de l'EHF.
Le Paris Saint-Germain Handball remporte le titre de champion de France pour la deuxième fois de son histoire à l'occasion de la dernière journée du championnat. Il devance d'un point le Montpellier Agglomération Handball qui a été leader pendant 22 des 26 journées. La troisième place s'est elle aussi décidée à l'issue de la dernière journée du championnat : le Saint-Raphaël Var Handball devance ainsi le Chambéry Savoie Handball et l'Dunkerque HGL.
En bas du classement, le promu d'Istres OPHB, dernier 24 de 26 journées, retrouve la Pro D2. Il est accompagné du Sélestat Alsace handball qui n'est pas parvenu à se maintenir, les nombreux transferts à l'intersaison et le changement d'entraineur à la trêve hivernale n'ayant pas eu l'effet escompté.

## Participants
| \| Aix Nîmes Chambéry Sélestat Montpellier Dunkerque St-Raphaël Nantes Cesson Rennes Tremblay Istres Créteil Paris Toulouse \| Localisation des clubs engagés dans le championnat. En rouge, le champion. |
| Aix Nîmes Chambéry Sélestat Montpellier Dunkerque St-Raphaël Nantes Cesson Rennes Tremblay Istres Créteil Paris Toulouse                                                                                  |

Légende des couleurs
- Phase de groupes de la Ligue des champions 2014-2015
- Qualifié pour la Coupe de l'EHF 2014-2015
- Promu de Pro D2 2013-2014

| Club                             | Classement 2013-2014 | Entraîneur                                              | Salle                                                                          | Capacité théorique |
| -------------------------------- | -------------------- | ------------------------------------------------------- | ------------------------------------------------------------------------------ | ------------------ |
| Dunkerque HGL                    | 1                    | Patrick Cazal                                           | Salle Dewerdt                                                                  | 2 500              |
| Paris Saint-Germain              | 2                    | Philippe Gardent                                        | Stade Pierre-de-Coubertin Halle Georges-Carpentier                             | 4 016 4 272        |
| Montpellier AHB                  | 3                    | Patrice Canayer                                         | Palais des sports René-Bougnol Park&Suites Arena                               | 3 000 8 500        |
| HBC Nantes                       | 4                    | Thierry Anti                                            | Palais des sports de Beaulieu Hall XXL du Parc des expositions de la Beaujoire | 5 500 10 500       |
| Fenix Toulouse Handball          | 5                    | Toni Garcia                                             | Palais des sports André-Brouat                                                 | 3 751              |
| Saint-Raphaël Var Handball       | 6                    | Joël da Silva                                           | Palais des sports Jean-François Krakowski                                      | 2 000              |
| Cesson Rennes Métropole Handball | 7                    | Yérime Sylla                                            | Palais des Sports de la Valette Parc des expositions de Rennes                 | 1 400 5 500        |
| Chambéry Savoie Handball         | 8                    | Mario Cavalli Jackson Richardson (interim) Ivica Obrvan | Le Phare                                                                       | 4 500              |
| Pays d'Aix UCH                   | 9                    | / Zvonimir Serdarušić                                   | Complexe du Val de l'Arc                                                       | 1 200              |
| USAM Nîmes Gard                  | 10                   | Jérôme Chauvet Franck Maurice                           | Le Parnasse                                                                    | 4 191              |
| Sélestat Alsace handball         | 11                   | Jean-Luc Le Gall Christian Gaudin                       | CSI Sélestat Rhénus Sport                                                      | 2 200 5 500        |
| Tremblay-en-France Handball      | 12                   | David Christmann                                        | Palais des sports                                                              | 1 020              |
| US Créteil                       | 1 (D2)               | Benjamin Pavoni Christophe Mazel                        | Palais des sports Robert-Oubron                                                | 2 398              |
| Istres Ouest Provence Handball   | 2 (D2)               | Gilles Derot                                            | Halle polyvalente                                                              | 2 000              |

## Transferts
Le tableau ci-dessous regroupe les mouvements du mercato ayant eu lieu lors de la saison précédente. L'intégration des joueurs d'une équipe réserve vers son équipe première n'est pas mentionnée.

## Budget
Le 4 septembre 2014, lors de la conférence de presse de la rentrée de la nouvelle saison, il a été indiqué que, à la suite de l'arrivée du diffuseur beIn Sports, les droits TV « avoisineront en moyenne les 158 000 € avec une part fixe pour les clubs et du variable en fonction d’objectifs de développement mais aussi du classement général ».
De ce fait, la plupart des clubs voient leur budget 2014-15 augmenter par rapport la saison précédente :
| Clubs                  | Budget 2014-15 (en millions d'€) | Budget 2014-15 (en millions d'€) | Budget 2013-14 (en millions d'€) |
| ---------------------- | -------------------------------- | -------------------------------- | -------------------------------- |
| Paris Saint-Germain HB | 14,76                            | en augmentation                  | 13,58                            |
| Montpellier AHB        | 7,41                             | en augmentation                  | 6,61                             |
| Dunkerque HGL          | 4,53                             | en diminution                    | 4,60                             |
| HBC Nantes             | 4,23                             | en augmentation                  | 3,80                             |
| Tremblay-en-France HB  | 3,99                             | en augmentation                  | 3,45                             |
| Chambéry SH            | 3,89                             | en diminution                    | 4,16                             |
| Pays d'Aix UCH         | 3,63                             | en augmentation                  | 2,89                             |
| Saint-Raphaël VHB      | 3,59                             | en augmentation                  | 3,50                             |
| US Créteil HB (P)      | 3,33                             | -                                | promu                            |
| Fenix Toulouse         | 3,02                             | en augmentation                  | 2,74                             |
| USAM Nîmes             | 2,65                             | en augmentation                  | 2,24                             |
| Sélestat AHB           | 2,57                             | en augmentation                  | 2,23                             |
| Cesson Rennes MHB      | 2,02                             | en augmentation                  | 1,96                             |
| Istres OPH (P)         | 1,88                             | -                                | promu                            |

## Compétition

### Qualification européenne
| Qualifications européennes à l'issue de la saison 2013-2014 | Qualifications européennes à l'issue de la saison 2013-2014                                                                    |
| Compétition                                                 | Clubs |
| ----------------------------------------------------------- | --- |
| Ligue des champions, phase de groupes                       | Dunkerque HGL (Champion de France) Paris Saint-Germain (2e du championnat, invité) Montpellier AHB (3e du championnat, invité) |
| Coupe de l'EHF, 2e tour                                     | HBC Nantes (4e du championnat) Fenix Toulouse Handball (5e du championnat, invité)                                             |

NB : les principes de qualification arrêtés la saison précédente sont en principe reconduits, mais devront être confirmés.
Conformément au règlement de la Fédération européenne de handball (EHF), la France est le 3e championnat européen en 2013 et ne dispose donc que d'une seule place en Ligue des champions et trois places en Coupe de l'EHF, avec possibilité pour ces trois clubs de déposer un dossier auprès de l'EHF pour obtenir une qualification en Ligue des champions. L'attribution de cette ou ces place(s) sera décidée par un comité exécutif de l'EHF.
Les modalités de qualification pour la saison 2014/2015 sont les suivantes :
- Le champion de France 2014/2015 est qualifié en Ligue des champions,
- Le vice-champion de France 2014/2015 est qualifié en Coupe de l'EHF,
- Les vainqueurs des éditions 2014/2015 de la Coupe de la Ligue et de la Coupe de France sont qualifiés en Coupe de l'EHF. Si le vainqueur d’une de ces deux coupe est déjà qualifié via le championnat, cette place qualificative est réattribuée selon le classement du championnat.

### Classement
|    | Équipe                      | Pts | J  | G  | N | P  | Bp  | Bc  | Diff |
| -- | --------------------------- | --- | -- | -- | - | -- | --- | --- | ---- |
| 1  | Paris Saint-Germain (C) (F) | 45  | 26 | 22 | 1 | 3  | 842 | 661 | 181  |
| 2  | Montpellier AHB             | 44  | 26 | 21 | 2 | 3  | 801 | 683 | 118  |
| 3  | Saint-Raphaël VHB           | 34  | 26 | 15 | 4 | 7  | 775 | 754 | 21   |
| 4  | Chambéry SH                 | 33  | 26 | 16 | 1 | 9  | 703 | 682 | 21   |
| 5  | Dunkerque HGL (T)           | 32  | 26 | 16 | 0 | 10 | 661 | 639 | 22   |
| 6  | HBC Nantes (L)              | 31  | 26 | 13 | 3 | 9  | 737 | 713 | 24   |
| 7  | Cesson Rennes MHB           | 24  | 26 | 10 | 4 | 12 | 651 | 674 | -23  |
| 8  | USAM Nîmes Gard             | 23  | 26 | 10 | 3 | 13 | 738 | 744 | -6   |
| 9  | US Créteil (P)              | 21  | 26 | 9  | 3 | 14 | 724 | 751 | -27  |
| 10 | Fenix Toulouse              | 20  | 26 | 8  | 4 | 14 | 749 | 753 | -4   |
| 11 | Tremblay-en-France Handball | 20  | 26 | 9  | 2 | 15 | 703 | 748 | -45  |
| 12 | Pays d'Aix UCH              | 19  | 26 | 8  | 3 | 15 | 737 | 777 | -40  |
| 13 | Sélestat AHB                | 10  | 26 | 5  | 0 | 21 | 688 | 795 | -107 |
| 14 | Istres OPH (P)              | 8   | 26 | 3  | 2 | 21 | 691 | 826 | -135 |

|     | Champion de France et qualification pour la Ligue des champions |
|     | Qualification sur dossier pour la Ligue des champions           |
|     | Qualification pour la Coupe de l'EHF                            |
|     | Qualification sur dossier pour la Coupe de l'EHF                |
|     | Relégation en Division 2                                        |
| (T) | Tenant du titre 2014                                            |
| (P) | Promu 2014                                                      |
| (C) | Vainqueur du Trophée des Champions 2014                         |
| (L) | Vainqueur de la Coupe de la Ligue 2014-2015                     |
| (F) | Vainqueur de la Coupe de France 2014-2015                       |

En cas d'égalité de points, le règlement veut que les équipes se départagent selon les matchs de championnat opposant les deux équipes à égalité. Si égalité de but, l'équipe ayant marqué le plus de buts à l'extérieur l'emporte. Si les deux équipes restent sur un score nul et égal à l'issue des deux matchs aller et retour (par exemple 19-19 et 19-19), la règle de la différence des buts au classement général (différence entre buts mis et buts encaissés) s'applique.

### Matchs
Mis à jour le 22/05/2015
| Résultats (dom.\ext.)                                      | PAUC  | Cess. | Cham. | Crét. | USDK  | Istr. | MAHB  | Nant. | Nîmes | PSG   | St-Ra. | Sél.  | Toul. | Tremb. |
| Pays d'Aix UCH                                             |       | 32-29 | 26-31 | 29-26 | 20-27 | 30-31 | 22-33 | 31-36 | 28-34 | 29-30 | 29-35  | 33-27 | 27-27 | 33-28  |
| Cesson Rennes MHB                                          | 24-24 |       | 23-21 | 26-23 | 21-22 | 29-21 | 27-27 | 25-30 | 29-27 | 23-26 | 23-23  | 27-31 | 25-24 | 25-29  |
| Chambéry SH                                                | 29-28 | 17-18 |       | 28-26 | 25-24 | 22-22 | 29-27 | 25-24 | 28-21 | 33-32 | 29-26  | 30-24 | 33-24 | 29-30  |
| US Créteil HB                                              | 31-29 | 25-26 | 35-31 |       | 21-28 | 24-24 | 30-34 | 25-28 | 28-27 | 21-29 | 35-35  | 41-31 | 31-28 | 25-23  |
| Dunkerque HGL                                              | 31-23 | 21-22 | 17-21 | 27-26 |       | 30-25 | 24-30 | 27-25 | 27-25 | 27-26 | 33-36  | 24-19 | 27-24 | 27-18  |
| Istres OPH                                                 | 28-35 | 22-26 | 26-34 | 26-30 | 25-32 |       | 26-32 | 29-32 | 27-35 | 24-28 | 32-33  | 33-27 | 28-31 | 26-30  |
| Montpellier AHB                                            | 35-28 | 36-27 | 32-22 | 30-24 | 28-21 | 38-26 |       | 30-21 | 34-26 | 28-32 | 32-28  | 34-24 | 31-30 | 31-30  |
| HBC Nantes                                                 | 33-25 | 29-27 | 29-30 | 34-32 | 25-26 | 33-24 | 27-27 |       | 31-27 | 26-27 | 29-24  | 30-23 | 31-29 | 24-28  |
| USAM Nîmes Gard                                            | 24-28 | 25-25 | 25-24 | 27-27 | 24-25 | 35-27 | 19-24 | 33-31 |       | 30-35 | 30-28  | 26-32 | 33-33 | 29-21  |
| Paris Saint-Germain                                        | 31-27 | 35-19 | 35-23 | 35-31 | 23-17 | 41-20 | 36-20 | 33-21 | 37-27 |       | 27-22  | 36-26 | 34-31 | 35-26  |
| Saint-Raphaël Var HB                                       | 36-33 | 31-29 | 26-25 | 25-29 | 23-21 | 38-30 | 27-34 | 27-27 | 37-34 | 32-31 |        | 31-22 | 33-28 | 32-30  |
| Sélestat AHB                                               | 26-29 | 24-32 | 29-31 | 28-30 | 24-27 | 35-30 | 21-27 | 31-32 | 20-27 | 29-43 | 27-31  |       | 22-26 | 32-31  |
| Fenix Toulouse HB                                          | 28-32 | 27-25 | 26-23 | 40-26 | 33-25 | 29-30 | 28-34 | 25-25 | 26-30 | 29-29 | 27-28  | 31-29 |       | 32-34  |
| Tremblay-en-France HB                                      | 27-27 | 22-19 | 27-30 | 23-22 | 27-24 | 37-29 | 28-33 | 23-24 | 32-38 | 20-36 | 28-28  | 23-25 | 28-33 |        |
| - Victoire à domicile - Match nul - Victoire à l'extérieur |       |       |       |       |       |       |       |       |       |       |        |       |       |        |

### Évolution du classement
- Leader du classement

| CRE | Montpellier AHB | Montpellier AHB | Montpellier AHB | Montpellier AHB | Montpellier AHB | Montpellier AHB | Montpellier AHB | Montpellier AHB | Montpellier AHB | Montpellier AHB | Montpellier AHB | Montpellier AHB | Montpellier AHB | Montpellier AHB | Montpellier AHB | Montpellier AHB | Montpellier AHB | Montpellier AHB | Montpellier AHB | Montpellier AHB | Montpellier AHB | Montpellier AHB | PSG | PSG | PSG |
|     |                 |                 |                 |                 |                 |                 |                 |                 |                 |                 |                 |                 |                 |                 |                 |                 |                 |                 |                 |                 |                 |                 |     |     |     |
| 01  | 02              | 03              | 04              | 05              | 06              | 07              | 08              | 09              | 10              | 11              | 12              | 13              | 14              | 15              | 16              | 17              | 18              | 19              | 20              | 21              | 22              | 23              | 24  | 25  | 26  |

- Journée par journée

| Club                | 1  | 2  | 3  | 4  | 5  | 6  | 7  | 8  | 9  | 10 | 11 | 12 | 13 | 14 | 15 | 16 | 17 | 18 | 19 | 20 | 21 | 22 | 23 | 24 | 25 | 26 |
| ------------------- | -- | -- | -- | -- | -- | -- | -- | -- | -- | -- | -- | -- | -- | -- | -- | -- | -- | -- | -- | -- | -- | -- | -- | -- | -- | -- |
| Paris Saint-Germain | 5  | 5  | 3  | 3  | 3  | 3  | 3  | 5  | 3  | 3  | 2  | 2  | 2  | 2  | 2  | 2  | 2  | 2  | 2  | 2  | 2  | 2  | 2  | 1  | 1  | 1  |
| Montpellier AHB     | 3  | 1  | 1  | 1  | 1  | 1  | 1  | 1  | 1  | 1  | 1  | 1  | 1  | 1  | 1  | 1  | 1  | 1  | 1  | 1  | 1  | 1  | 1  | 2  | 2  | 2  |
| Saint-Raphaël VHB   | 11 | 7  | 4  | 4  | 4  | 5  | 5  | 4  | 2  | 2  | 3  | 3  | 3  | 3  | 3  | 3  | 3  | 3  | 3  | 3  | 3  | 4  | 3  | 3  | 3  | 3  |
| Chambéry SH         | 9  | 14 | 8  | 10 | 7  | 6  | 7  | 6  | 6  | 7  | 7  | 6  | 6  | 4  | 4  | 4  | 4  | 5  | 5  | 5  | 5  | 5  | 5  | 5  | 5  | 4  |
| Dunkerque HGL       | 8  | 6  | 10 | 7  | 6  | 4  | 4  | 2  | 4  | 5  | 4  | 7  | 7  | 8  | 5  | 5  | 5  | 4  | 4  | 4  | 4  | 3  | 4  | 4  | 4  | 5  |
| HBC Nantes          | 4  | 2  | 2  | 2  | 2  | 2  | 2  | 3  | 5  | 4  | 5  | 4  | 4  | 5  | 6  | 6  | 6  | 6  | 6  | 6  | 6  | 6  | 6  | 6  | 6  | 6  |
| Cesson Rennes MHB   | 7  | 3  | 5  | 5  | 5  | 7  | 8  | 8  | 8  | 6  | 6  | 5  | 5  | 6  | 7  | 8  | 9  | 7  | 7  | 7  | 8  | 7  | 7  | 7  | 8  | 7  |
| USAM Nîmes Gard     | 2  | 10 | 11 | 12 | 9  | 11 | 13 | 11 | 10 | 13 | 13 | 13 | 12 | 12 | 12 | 11 | 11 | 11 | 11 | 11 | 11 | 11 | 9  | 8  | 7  | 8  |
| US Créteil          | 1  | 4  | 7  | 11 | 12 | 13 | 10 | 10 | 12 | 10 | 11 | 11 | 11 | 11 | 10 | 10 | 10 | 8  | 8  | 9  | 10 | 10 | 12 | 12 | 12 | 9  |
| Fenix Toulouse      | 6  | 9  | 6  | 6  | 8  | 8  | 9  | 9  | 9  | 9  | 8  | 9  | 9  | 9  | 11 | 12 | 12 | 12 | 12 | 12 | 12 | 12 | 10 | 9  | 9  | 10 |
| Tremblay-en-France  | 13 | 12 | 12 | 9  | 11 | 9  | 6  | 7  | 7  | 8  | 9  | 8  | 8  | 7  | 8  | 7  | 7  | 9  | 9  | 8  | 7  | 8  | 8  | 10 | 10 | 11 |
| Pays d'Aix          | 10 | 8  | 9  | 8  | 10 | 12 | 12 | 12 | 11 | 11 | 10 | 10 | 10 | 10 | 9  | 9  | 8  | 10 | 10 | 10 | 9  | 9  | 11 | 11 | 11 | 12 |
| Sélestat AHB        | 14 | 11 | 13 | 13 | 13 | 10 | 11 | 13 | 13 | 12 | 12 | 12 | 13 | 13 | 13 | 13 | 13 | 13 | 13 | 13 | 13 | 13 | 13 | 13 | 13 | 13 |
| Istres OPH          | 12 | 13 | 14 | 14 | 14 | 14 | 14 | 14 | 14 | 14 | 14 | 14 | 14 | 14 | 14 | 14 | 14 | 14 | 14 | 14 | 14 | 14 | 14 | 14 | 14 | 14 |

Légende :  : première place ;  : qualification européenne (2e à 4e place) ;  : places de reléguable (13e et 14e place)

### Principaux faits de la saison
- 10 et 11 septembre : cette première journée du championnat est marquée par la défaite à domicile du tenant du titre, Dunkerque HGL, face à Cesson Rennes MHB 21 à 22[7].
- 17 et 18 septembre : parmi les résultats de cette deuxième journée, à noter les victoires de Montpellier, nouveau leader, face à Chambéry 32 à 22 et de Saint-Raphaël face au Paris S-G 32 à 31.
- du 5 au 9 novembre : la 8e journée de D1M[8] et les quarts de finale de la Coupe de la Ligue[9] illustrent la densité des équipes de l'élite avec, en 11 matchs, 3 matchs nuls (dont un suivi de prolongations), 6 victoires par un but d'écart et 1 victoire par deux buts d'écart. Parmi les résultats positifs, on peut remarquer le retour en forme de Dunkerque, vainqueur du Paris-SG et à Montpellier, la confirmation du bon début de saison de Cesson Rennes, auteur d'un match nul face à Montpellier et vainqueur à Créteil en Coupe de la Ligue et la première victoire d'Istres à Aix. Au rayon des déceptions, on peut noter les deux défaites consécutives de Paris, une première depuis l'arrivée du QSI, les difficultés du leader du championnat, Montpellier, tenu en échec à Cesson et battu à domicile par Dunkerque.

- 3 et 4 décembre : 12e journée du championnat. L'affiche de cette journée oppose le leader invaincu (10 victoires et 2 nuls), Montpellier, qui se déplace à Paris, son dauphin. Déjà défait à trois reprises, Paris abandonnerait quasiment le titre à son adversaire en cas de défaite avec 6 points de retard et un match retour à Montpellier. Parfaitement lancés par un Omeyer impérial (21 arrêts au total), le PSG fait le trou en seulement 9 minutes (9-4), accroit son avance à la mi-temps (18-9) et ne baisse à aucun moment le rythme pour s'imposer dans les grandes largeurs (36-20)[10]. Parmi les autres résultats notables, Istres, lanterne rouge, s'est imposé à Toulouse (29-30) et Dunkerque a subi sa 5e défaite à Tremblay.
- Du 10 au 12 décembre : 13e et dernière journée de la phase aller du championnat[11]. Les deux favoris, Montpellier et Paris, sont en tête, les Parisiens ayant 2 points de retard et un point d'avance sur l'équipe surprise, Saint-Raphaël. Le champion en titre, Dunkerque, pénalisé par un effectif limité et de nombreux blessés, est à la peine avec une 7e place (7 victoires, 6 défaites, différence de buts de -2), mais reste à seulement deux points de la 4e place occupée par Nantes et un point de Cesson Rennes qui est la seconde équipe surprise de cette première partie de championnat. En bas du classement, Istres, grâce à son match nul acquis à Créteil, a laissé sa place de lanterne rouge à Sélestat, lourdement défait à domicile face à Paris (29-43). Mais avec seulement deux points de retard sur Créteil et Nîmes et trois sur Aix, la bataille pour le maintien n'a pas encore décidé des deux clubs relégués.

- 20 décembre : deuxième édition du Hand Star Game à la Park&Suites Arena de Montpellier.
- 6 et 7 mai : 22e journée du championnat. L'affiche de cette journée oppose le leader, Montpellier, qui reçoit son dauphin, Paris. En cas de victoire, avec cinq points d'avance, Montpellier ferait un pas quasiment décisif sur le titre de champion. Mais Paris s'impose sans contestation (28-32) et revient à un point de son adversaire du soir[12] : à quatre journées de la fin du championnat, la course au titre est totalement relancée. Le rôle d'arbitre de ce duel est notamment dévolu à Dunkerque puisque le champion de France en titre va rencontrer les deux équipes. Et, si le club nordiste a vécu une première partie de saison difficile, il a depuis réalisé une série de 8 victoires pour une défaite qui lui permet ainsi de prendre la troisième place, profitant du nul à domicile de Saint-Raphaël face à Nantes (27-27). En bas du classement, Istres est définitivement relégué et, avec quatre points de retard sur Toulouse, Sélestat est en ballotage défavorable pour rester dans l'élite.
- 28 et 29 mars : phase finale de la Coupe de la Ligue masculine à la Kindarena de Rouen. La coupe est remportée pour la première fois par le HBC Nantes qui bat le Fenix Toulouse par 23 à 20.
- 20 et 21 mai : 24e journée du championnat. Le leader, Montpellier, s’incline à Chambéry Savoie Handball (29-27) et laisse donc Paris, vainqueur 26 à 23 à Cesson, prendre la tête du championnat à deux journées de la fin[13].
- 5 juin : 26e et dernière journée du championnat. Le Paris Saint-Germain remporte son deuxième titre en l'espace de trois ans grâce à sa victoire face à Tremblay. Montpellier Handball, leader pendant 22 des 26 journées termine à la 2e place devant Saint-Raphaël Var Handball qui s'est battu jusqu'au bout pour écarter Dunkerque du podium.

### Champion de France 2014-2015
| Champion de France de handball 2014-2015 Paris Saint-Germain Handball 2e victoire |

L'effectif du Paris Saint-Germain Handball est :
- Patrice Annonay (GDB)
- Thierry Omeyer (GDB)
- Fahrudin Melić
- Luc Abalo
- Xavier Barachet
- Marko Kopljar
- Gábor Császár
- Daniel Narcisse
- Mladen Bojinović
- William Accambray
- Jakov Gojun
- Zacharia N'Diaye
- Mikkel Hansen
- Samuel Honrubia
- Jeffrey M'Tima
- Igor Vori
- Róbert Gunnarsson
- Entraîneur : Philippe Gardent

## Statistiques et récompenses

### Élection du joueur du mois
Chaque mois, l'Association des joueurs professionnels de handball (AJPH) désigne trois joueurs parmi lesquels est élu le meilleur du mois en championnat :
| Mois      | Joueur           | Club                             | Autres nommés                         | Autres nommés                        |
| --------- | ---------------- | -------------------------------- | ------------------------------------- | ------------------------------------ |
| Septembre | Nicolas Claire   | HBC Nantes                       | Morten Olsen (St-Raphaël VHB)         | Thierry Omeyer (Paris SG)            |
| Octobre   | Dragan Gajić     | Montpellier AHB                  | Raphaël Caucheteux (St-Raphaël VHB)   | Maxime Derbier (Cesson Rennes)       |
| Novembre  | Mickaël Robin    | Cesson Rennes Métropole Handball | Raphaël Caucheteux (St-Raphaël VHB)   | Timothey N'Guessan (Chambéry SH)     |
| Décembre  | Matthieu Drouhin | Tremblay-en-France Handball      | Slaviša Đukanović (St-Raphaël VHB)    | Mikkel Hansen (Paris Saint-Germain)  |
| Février   | Paweł Podsiadło  | USAM Nîmes Gard                  | Hugo Descat (US Créteil)              | Thierry Omeyer (Paris Saint-Germain) |
| Mars      | William Annotel  | Dunkerque HGL                    | Daniel Narcisse (Paris Saint-Germain) | Arnaud Siffert (Montpellier AHB)     |
| Avril     | Arnaud Siffert   | (Montpellier AHB)                | Adrien Dipanda (St-Raphaël VHB)       | Mikkel Hansen (Paris Saint-Germain)  |
| Mai       |                  |                                  |                                       |                                      |

### Meilleurs handballeurs de l'année
Au lendemain de la dernière journée du championnat, les récompenses suivantes ont été décernées aux Trophées LNH 2015, pour la première fois diffusés en direct sur beIn Sports le 5 juin 2015, :
| Catégorie               | Joueur                                 | Catégorie              | Joueur                                 |
| Meilleur joueur         | Mikkel Hansen (Paris Saint-Germain)    | Trophée d'honneur      | Bertrand Gille (Chambéry SH)           |
| Meilleur gardien de but | Yann Genty (Chambéry SH)               | Meilleur défenseur     | Luka Karabatic (Pays d'Aix UCH)        |
| Meilleur gardien de but | Thierry Omeyer (Paris Saint-Germain)   | Meilleur défenseur     | Rock Feliho (HBC Nantes)               |
| Meilleur gardien de but | Arnaud Siffert (Montpellier AHB)       | Meilleur défenseur     | Mahmoud Gharbi (HBC Nantes)            |
| Meilleur ailier gauche  | Michaël Guigou (Montpellier AHB)       | Meilleur ailier droit  | Dragan Gajić (Montpellier AHB)         |
| Meilleur ailier gauche  | Raphaël Caucheteux (Saint-Raphaël VHB) | Meilleur ailier droit  | Luc Abalo (Paris Saint-Germain)        |
| Meilleur ailier gauche  | Valero Rivera (HBC Nantes)             | Meilleur ailier droit  | Pierrick Chelle (Fenix Toulouse)       |
| Meilleur arrière gauche | Mikkel Hansen (Paris Saint-Germain)    | Meilleur arrière droit | Adrien Dipanda (Saint-Raphaël VHB)     |
| Meilleur arrière gauche | Klemen Cehte (Pays d'Aix UCH)          | Meilleur arrière droit | Jure Dolenec (Montpellier AHB)         |
| Meilleur arrière gauche | Jérôme Fernandez (Fenix Toulouse)      | Meilleur arrière droit | Valentin Porte (Fenix Toulouse)        |
| Meilleur demi-centre    | Diego Simonet (Montpellier AHB)        | Meilleur pivot         | Issam Tej (Montpellier AHB)            |
| Meilleur demi-centre    | Nicolas Claire (HBC Nantes)            | Meilleur pivot         | Mathieu Lanfranchi (Cesson Rennes MHB) |
| Meilleur demi-centre    | Daniel Narcisse (Paris Saint-Germain)  | Meilleur pivot         | Miha Žvižej (Fenix Toulouse)           |
| Meilleur espoir         | Théo Derot (Istres OPH)                | Meilleur entraîneur    | Patrice Canayer (Montpellier AHB)      |
| Meilleur espoir         | Théophile Caussé (Dunkerque HGL)       | Meilleur entraîneur    | Patrick Cazal (Dunkerque HGL)          |
| Meilleur espoir         | Ludovic Fabregas (Montpellier AHB)     | Meilleur entraîneur    | Joël da Silva (Saint-Raphaël VHB)      |

Par ailleurs, en Pro D2, le titre de meilleur joueur a été attribué à Sebastian Simonet (US Ivry) et celui de meilleur entraîneur à Rastko Stefanovič (US Ivry). Enfin le plus beau but de la saison a été décerné à Vladica Stojanović (de) (Pays d'Aix UCH).

### Meilleurs buteurs
Les meilleurs buteurs de la saison sont :
| #  | Joueur             | Club                | Buts | Tirs | % Tir   | MJ | BPM  | 7m |
| -- | ------------------ | ------------------- | ---- | ---- | ------- | -- | ---- | -- |
| 1  | Mikkel Hansen      | Paris Saint-Germain | 201  | 298  | 67,45 % | 26 | 7,73 | 67 |
| 2  | Raphaël Caucheteux | Saint-Raphaël VHB   | 194  | 258  | 75,19 % | 26 | 7,46 | 72 |
| 3  | Dragan Gajić       | Montpellier AHB     | 164  | 237  | 69,20 % | 26 | 6,31 | 62 |
| 4  | Valero Rivera      | HBC Nantes          | 163  | 236  | 69,07 % | 25 | 6,52 | 70 |
| 5  | Hugo Descat        | US Créteil          | 141  | 209  | 67,46 % | 23 | 6,13 | 52 |
| 6  | Théo Derot         | Istres OPH          | 140  | 269  | 52,04 % | 25 | 5,60 | 7  |
| 7  | Yvan Gérard        | Istres OPH          | 136  | 197  | 69,04 % | 24 | 5,67 | 51 |
| 8  | Baptiste Butto     | Dunkerque HGL       | 132  | 204  | 64,71 % | 26 | 5,08 | 71 |
| 9  | Nicolas Claire     | HBC Nantes          | 129  | 233  | 55,36 % | 26 | 4,96 | 13 |
| 10 | Nemanja Ilić       | Fenix Toulouse      | 127  | 181  | 60,59 % | 26 | 4,88 | 44 |

À noter qu'avec 201 buts marqués, Mikkel Hansen bat le record du nombre de buts marqués sur une saison en championnat.

### Meilleurs gardiens de buts

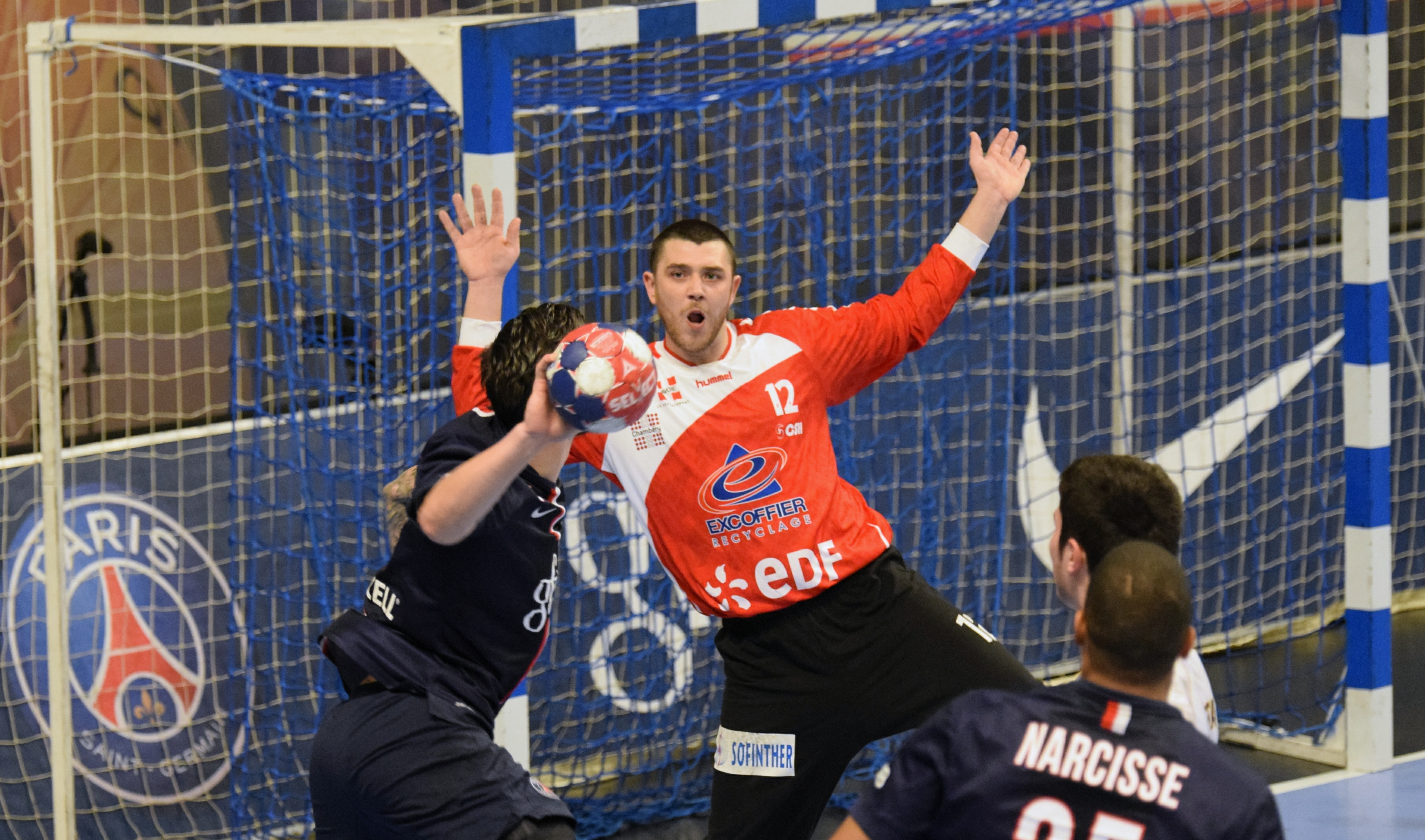
Yann Genty face au parisien Samuel Honrubia le 18/2/2015

Les meilleurs gardiens de buts de la saison sont :
| #  | Joueur                | Club                     | Arrêts | Tirs | % arrêts | MJ | APM   |
| -- | --------------------- | ------------------------ | ------ | ---- | -------- | -- | ----- |
| 1  | Yann Genty            | Chambéry Savoie Handball | 324    | 876  | 36,99 %  | 26 | 12,46 |
| 2  | Aljoša Rezar (de)     | Tremblay-en-France HB    | 280    | 876  | 31,96 %  | 26 | 10,77 |
| 3  | Slaviša Đukanović     | Saint-Raphaël VHB        | 264    | 781  | 33,80 %  | 26 | 10,15 |
| 4  | Thierry Omeyer        | Paris Saint-Germain      | 260    | 702  | 37,04 %  | 25 | 10,4  |
| 5  | Richard Kappelin (de) | Sélestat Alsace handball | 245    | 751  | 32,62 %  | 25 | 9,80  |
| 6  | Arnaud Siffert        | Montpellier AHB          | 239    | 688  | 34,74 %  | 26 | 9,19  |
| 7  | Vincent Gérard        | Dunkerque HGL            | 232    | 650  | 35,69 %  | 24 | 9,67  |
| 8  | Mickaël Robin         | Cesson Rennes MHB        | 200    | 575  | 34,78 %  | 18 | 11,11 |
| 9  | Borko Ristovski       | US Créteil               | 187    | 639  | 29,26 %  | 24 | 7,79  |
| 10 | Cyril Dumoulin        | Fenix Toulouse Handball  | 181    | 593  | 30,52 %  | 26 | 6,96  |

À noter que le classement officiel liste les gardiens de buts selon le nombre d'arrêts, récompensant ainsi Yann Genty par ailleurs élu meilleur gardien de la saison. A contrario, si les gardiens de but sont classés selon le pourcentage d'arrêts comme dans certaines compétitions internationales, Thierry Omeyer présente alors la meilleure statistique avec 37,04 % d'arrêts et devance Yann Genty (36,99 %) et William Annotel (36,72 %).

## Droits TV
Pour la première fois depuis la création de la Ligue, une partie des droits TV est reversée aux 12 clubs qui ont assuré leur maintien avec une enveloppe globale de 4 millions d'euros. Ainsi, chaque club a reçu une part fixe (environ 120 000 euros) à laquelle se rajoute une part variable calculée en fonction des résultats et des objectifs de développement :
| Rang | Club                        | Part fixe | Part variable | Total     |
| ---- | --------------------------- | --------- | ------------- | --------- |
| 1    | Paris Saint-Germain         | 120 000 € | 97 000 €      | 217 000 € |
| 2    | Montpellier AHB             | 120 000 € | 83 000 €      | 203 000 € |
| 3    | Saint-Raphaël VHB           | 120 000 € | 74 000 €      | 194 000 € |
| 4    | Chambéry SH                 | 120 000 € | 50 000 €      | 170 000 € |
| 5    | Dunkerque HGL               | 120 000 € | 37 000 €      | 157 000 € |
| 6    | HBC Nantes                  | 120 000 € | 32 000 €      | 152 000 € |
| 7    | Cesson Rennes MHB           | 120 000 € | 27 000 €      | 147 000 € |
| 8    | USAM Nîmes Gard             | 120 000 € | 18 000 €      | 138 000 € |
| 9    | US Créteil                  | 120 000 € | 13 000 €      | 133 000 € |
| 10   | Fenix Toulouse              | 120 000 € | 11 000 €      | 131 000 € |
| 11   | Tremblay-en-France Handball | 120 000 € | 9 000 €       | 129 000 € |
| 12   | Pays d'Aix UCH              | 120 000 € | 7 000 €       | 127 000 € |

## Bilan de la saison
| Tableau d'honneur de la saison 2014-2015   |                         |                                               |
| Compétition                                | Vainqueur               | Commentaire                                   |
| Championnat de France                      | Paris Saint-Germain     | 2e titre                                      |
| Coupe de France                            | Paris Saint-Germain     | 3e victoire                                   |
| Coupe de la Ligue                          | HBC Nantes              | 1re victoire                                  |
| Trophée des champions                      | Paris Saint-Germain     | 1re victoire                                  |
| Bilan en coupes d'Europe 2014-2015         |                         |                                               |
| Compétition                                | Qualifiés               | Commentaire                                   |
| Ligue des champions                        | Paris Saint-Germain     | Éliminé en quarts de finale                   |
| Ligue des champions                        | Montpellier AHB         | Éliminé en huitièmes de finale                |
| Ligue des champions                        | Dunkerque HGL           | Éliminé en huitièmes de finale                |
| Coupe de l'EHF                             | HBC Nantes              | Éliminé au deuxième tour                      |
| Coupe de l'EHF                             | Fenix Toulouse Handball | Éliminé au troisième tour                     |
| Qualifications européennes 2015-2016       |                         |                                               |
| Compétition                                | Qualifiés               | Commentaire                                   |
| Ligue des champions                        | Paris Saint-Germain     | En tant que champion de France                |
| Ligue des champions                        | Montpellier AHB         | Invité, en tant que vice-champion de France   |
| Coupe de l'EHF                             | Saint-Raphaël VHB       | En tant que 3e du championnat                 |
| Coupe de l'EHF                             | HBC Nantes              | En tant que vainqueur de la Coupe de la Ligue |
| Coupe de l'EHF                             | Chambéry SH             | Invité, en tant que 4e du championnat         |
| Promotions et relégations                  |                         |                                               |
| Relégués en Championnat de France de D2    | Istres OPH              | Après une saison en D1                        |
| Relégués en Championnat de France de D2    | Sélestat AHB            | Après quatre saisons en D1                    |
| Promu : Champion de France de D2           | US Ivry                 | Après une saison en D2                        |
| Promu : Vainqueur des barrages d'accession | Chartres MHB 28         | 1re accession en D1                           |

### Qualification sur dossier pour la Ligue des Champions
Trois clubs de la FFHB ont déposé un dossier au près de l'EHF pour espérer disputer la Ligue des champions 2015-2016 : le dauphin et le 3e du championnat, à savoir le Montpellier AHB et le Saint-Raphaël VHB, ainsi que le HBC Nantes, vainqueur de la Coupe de la Ligue.
En tout douze formations européennes inspirent à décrocher l'un des six tickets pour la Ligue des champions mais finalement, seul le Montpellier AHB représente la France en compagnie du Paris Saint-Germain pour la saison 2015/2016.
| Équipe            | Statut                            | Décision                              |
| ----------------- | --------------------------------- | ------------------------------------- |
| Montpellier AHB   | 2e du Championnat de France       | Poule haute : Groupe B                |
| Saint-Raphaël VHB | 3e du Championnat de France       | Non retenu, reversé en Coupe de l'EHF |
| HBC Nantes        | Vainqueur de la Coupe de la Ligue | Non retenu, reversé en Coupe de l'EHF |